# Novus homo
Novus homo také homo novus česky nový člověk je termín užívaný ve Starověkém Římě pro občany, kteří byli jako první svého rodu členy římského senátu, či byli jako první z rodiny zvoleni římským konzulem. Když však člověk vstoupil do veřejného života v bezprecedentním měřítku do vysoké funkce v některém z úřadů, používal se termín novus civis (množné číslo: novi cives) - česky nový občan.